# Nieuport 28
Nieuport 28 C.1 (N.28C-1) – francuski samolot myśliwski z okresu I wojny światowej.

## Historia
W połowie 1917 roku Gustave Delage z wytwórni lotniczej Société Anonyme des Établissements Nieuport opracował prototyp dwupłata z silnikiem rotacyjnym. Poprzednie półtorapłaty uważane były przez Aéronautique Militaire za nieco gorsze od dwupłatów SPAD S.VII z silnikiem rzędowym – widlastym.
Był to samolot o dużej manewrowości i szybkości, ale jego silnik stosunkowo łatwo się zapalał, a pokrycie górnego skrzydła miało tendencję do odpadania przy zbyt gwałtownym nurkowaniu.

## Użycie w lotnictwie
Po początkowym złożeniu zamówienia dowództwo francuskie odwołało je, zamawiając tylko konkurencyjny i uważany za bardziej wytrzymały SPAD S.XIII.
W związku z tym 297 egzemplarzy zostało sprzedanych lotnictwu amerykańskiemu, któremu nie dostarczono Spadów, z powodu braku silników. Pierwszą jednostką, która otrzymała pod koniec lutego 1917 roku nowe Nieuporty był 95th Aero Squadron. W połowie marca nowe myśliwce otrzymał 94th Aero Squadron.
Na Nieuporcie 28 latał między innymi Edward Rickenbacker.
Pierwszą ofiarą tego myśliwca stał się Pfalz D.IIIa Vizefeldwebela Antoniego Wronieckiego, strącony w płomieniach koło lotniska Gengoult przez Douglasa Campbella (pilot przeżył) i Albatros D.Va Unteroffiziera Simona strącony zaraz potem przez Alana Winslowa. Campbell stał się przez to pierwszym pilotem wyszkolonym przez amerykańską armię, który strącił wrogi samolot (Winslow latał wcześniej w Escadrille Lafayette).

## Opis konstrukcji
Nieuport 28 był jednoosobowym dwupłatem myśliwskim o konstrukcji drewnianej, z silnikiem rotacyjnym.
Kadłub był konstrukcji kratownicowej o pokryciu sklejkowym, przy silniku znajdowały się drewniane panele.
Podwozie było klasyczne – stałe, z płozą ogonową.
Uzbrojenie stanowiły dwa zsynchronizowane karabiny maszynowe – jeden na górze, a drugi na lewym boku kadłuba.